# Futebol de areia nos Jogos Europeus de 2023
O Torneio de Futebol de Areia dos Jogos Europeus de 2023 em sua terceira edição, foi realizado na Tarnów Beach Arena, na cidade de Tarnów, na Polônia. O torneio ocorreu entre 27 de Junho e 1º de Julho.
Foram realizados dois eventos: o torneio masculino e o torneio feminino. O primeiro foi realizado pela terceira vez nos Jogos, e o segundo, pela primeira vez. Um total de 14 equipes participou (oito na competição masculina e seis na feminina).

## Torneio Masculino

### Regulamento
Oito equipes estiveram presentes na Polônia, divididas em 2 grupos de 4 times. Cada time jogava contra os outros três do seu grupo em formato de "todos-contra-todos", sendo que os dois times melhores colocados avançam para as semifinais. As semifinais e a final foram disputadas em modo de eliminação simples. Em caso de partida empatada na fase eliminatória, o jogo ia para a Prorrogação. Persistindo o empate, a partida ia para os pênaltis.

## Equipes
- Azerbaijão
- Espanha
- Itália
- Moldávia
- Portugal
- Suíça
- Ucrânia

Sede:
- Polônia

## Fase de Grupos

### Grupo A
| Time       | Pts | J | V | V+ | D | GM | GS | +/- |
| ---------- | --- | - | - | -- | - | -- | -- | --- |
| Portugal   | 9   | 3 | 3 | 0  | 0 | 18 | 9  | +9  |
| Espanha    | 6   | 3 | 2 | 0  | 1 | 18 | 9  | +9  |
| Polônia    | 3   | 3 | 1 | 0  | 2 | 10 | 14 | -4  |
| Azerbaijão | 0   | 3 | 0 | 0  | 3 | 5  | 19 | -14 |

| 27 de Junho | Portugal | 7 - 5 | Espanha | Tarnów Beach Arena |
|             |          |       |         |                    |

| 27 de Junho | Azerbaijão | 2 - 7 | Polônia | Tarnów Beach Arena |
|             |            |       |         |                    |

| 28 de Junho | Portugal | 5 - 2 | Azerbaijão | Tarnów Beach Arena |
|             |          |       |            |                    |

| 28 de Junho | Polônia | 1 - 6 | Espanha | Tarnów Beach Arena |
|             |         |       |         |                    |

| 29 de Junho | Espanha | 7 – 1 | Azerbaijão | Tarnów Beach Arena |
|             |         |       |            |                    |

| 29 de Junho | Polônia | 2 – 6 | Portugal | Tarnów Beach Arena |
|             |         |       |          |                    |

### Grupo B
| Time     | Pts | J | V | V+ | D | GM | GS | +/- |
| -------- | --- | - | - | -- | - | -- | -- | --- |
| Itália   | 6   | 3 | 2 | 0  | 1 | 16 | 13 | +3  |
| Suíça    | 6   | 3 | 2 | 0  | 1 | 16 | 11 | +5  |
| Ucrânia  | 6   | 3 | 2 | 0  | 1 | 14 | 14 | 0   |
| Moldávia | 0   | 3 | 0 | 0  | 3 | 13 | 21 | -8  |

| 27 de Junho | Itália | 5 – 6 | Ucrânia | Tarnów Beach Arena |
|             |        |       |         |                    |

| 27 de Junho | Moldávia | 4 – 9 | Suíça | Tarnów Beach Arena |
|             |          |       |       |                    |

| 28 de Junho | Itália | 6 - 4 | Moldávia | Tarnów Beach Arena |
|             |        |       |          |                    |

| 28 de Junho | Suíça | 4 - 2 | Ucrânia | Tarnów Beach Arena |
|             |       |       |         |                    |

| 29 de Junho | Ucrânia | 6 – 5 | Moldávia | Tarnów Beach Arena |
|             |         |       |          |                    |

| 29 de Junho | Suíça | 3 – 5 | Itália | Tarnów Beach Arena |
|             |       |       |        |                    |

### Semifinais disputa do 5º lugar
| 30 de junho | Polônia | 6 – 8 | Moldávia | Tarnów Beach Arena |
|             |         |       |          |                    |

| 30 de junho | Azerbaijão | 7 – 6 | Ucrânia | Tarnów Beach Arena |
|             |            |       |         |                    |

### Disputa do 7º lugar
| 1º de julho | Polônia | 2 – 3 | Ucrânia | Tarnów Beach Arena |
|             |         |       |         |                    |

### Disputa do 5º lugar
| 1º de julho | Azerbaijão | 4 – 2 | Moldávia | Tarnów Beach Arena |
|             |            |       |          |                    |

### Semifinais
| 30 de junho | Suíça | 4 – 4 (a.e.t) | Portugal | Tarnów Beach Arena |
|             |       |               |          |                    |

|  |       | Penalidades |
|  | 4 – 3 |             |

| 30 de junho | Espanha | 5 – 6 (a.e.t) | Itália | Tarnów Beach Arena |
|             |         |               |        |                    |

### Disputa do bronze
| 1º de julho | Espanha | 5 – 5 (a.e.t) | Portugal | Tarnów Beach Arena |
|             |         |               |          |                    |

|  |       | Penalidades |
|  | 2 – 0 |             |

### Disputa do ouro
| 1º de julho | Suíça | 5 – 2 | Itália | Tarnów Beach Arena |
|             |       |       |        |                    |

## Classificação final
A classificação final foi a seguinte.
| Pos.              | Equipe     |
| ----------------- | ---------- |
| Medalha de ouro   | Suíça      |
| Medalha de prata  | Itália     |
| Medalha de bronze | Espanha    |
| 4                 | Portugal   |
| 5                 | Azerbaijão |
| 6                 | Moldávia   |
| 7                 | Ucrânia    |
| 8                 | Polônia    |

## Torneio Feminino

### Regulamento
Seis equipes estiveram presentes na Polônia, divididas em 2 grupos de 3 times. Cada time jogava contra os outros dois do seu grupo em formato de "todos-contra-todos", sendo que os dois times melhores colocados avançam para as semifinais. As semifinais e a final foram disputadas em modo de eliminação simples. Em caso de partida empatada na fase eliminatória, o jogo ia para a Prorrogação. Persistindo o empate, a partida ia para os pênaltis.

## Equipes
- Espanha
- Itália
- Portugal
- República Tcheca
- Ucrânia

Sede:
- Polônia

## Fase de Grupos

### Grupo A
| Time             | Pts | J | V | V+ | D | GM | GS | +/- |
| ---------------- | --- | - | - | -- | - | -- | -- | --- |
| Portugal         | 6   | 2 | 2 | 0  | 0 | 7  | 2  | +5  |
| Polônia          | 3   | 2 | 1 | 0  | 1 | 6  | 3  | +3  |
| República Tcheca | 0   | 2 | 0 | 0  | 2 | 2  | 10 | -8  |

| 27 de Junho | Polônia | 5 – 1 | República Tcheca | Tarnów Beach Arena |
|             |         |       |                  |                    |

| 28 de Junho | República Tcheca | 1 - 5 | Portugal | Tarnów Beach Arena |
|             |                  |       |          |                    |

| 29 de Junho | Portugal | 2 – 1 | Polônia | Tarnów Beach Arena |
|             |          |       |         |                    |

### Grupo B
| Time    | Pts | J | V | V+ | D | GM | GS | +/- |
| ------- | --- | - | - | -- | - | -- | -- | --- |
| Espanha | 4   | 2 | 1 | 0  | 1 | 6  | 4  | +2  |
| Ucrânia | 3   | 2 | 1 | 0  | 0 | 6  | 7  | -1  |
| Itália  | 0   | 2 | 0 | 0  | 2 | 1  | 2  | -1  |

| 27 de Junho | Espanha | 6 – 4 | Ucrânia | Tarnów Beach Arena |
|             |         |       |         |                    |

| 28 de Junho | Ucrânia | 2 - 1 | Itália | Tarnów Beach Arena |
|             |         |       |        |                    |

| 29 de junho | Itália | 0 – 0 (a.e.t) | Espanha | Tarnów Beach Arena |
|             |        |               |         |                    |

|  |       | Penalidades |
|  | 2 – 4 |             |

### Disputa do 5º lugar
| 30 de junho | República Tcheca | 2 – 3 (a.e.t) | Itália | Tarnów Beach Arena |
|             |                  |               |        |                    |

### Semifinais
| 30 de junho | Portugal | 1 – 3 | Ucrânia | Tarnów Beach Arena |
|             |          |       |         |                    |

| 30 de junho | Espanha | 3 – 2 | Polônia | Tarnów Beach Arena |
|             |         |       |         |                    |

### Disputa do bronze
| 1º de julho | Polônia | 2 – 2 (a.e.t) | Portugal | Tarnów Beach Arena |
|             |         |               |          |                    |

|  |       | Penalidades |
|  | 0 – 3 |             |

### Disputa do ouro
| 1º de julho | Ucrânia | 2 – 2 (a.e.t) | Espanha | Tarnów Beach Arena |
|             |         |               |         |                    |

|  |       | Penalidades |
|  | 3 – 5 |             |

## Classificação final
A classificação final foi a seguinte.
| Pos.              | Equipe           |
| ----------------- | ---------------- |
| Medalha de ouro   | Espanha          |
| Medalha de prata  | Ucrânia          |
| Medalha de bronze | Portugal         |
| 4                 | Polônia          |
| 5                 | Itália           |
| 6                 | República Tcheca |